# Orus Jones
Pour les articles homonymes, voir Jones.
Orus W. Jones  (Ohio, 8 mars 1867 - 10 août 1963) est un golfeur américain. En 1904, il remporta une médaille de bronze en golf aux Jeux olympiques de Saint-Louis, dans la catégorie par équipe.